# Noémia de Sousa
Carolina Noémia Abranches de Sousa Soares, kurz Noémia de Sousa (* 20. September 1926 in Catembe, Portugiesisch-Ostafrika; † 4. Dezember 2002 in Cascais, Portugal) war eine mosambikanische Dichterin und Journalistin.

## Biographie

### Herkunft, Jugend und Ausbildung
Noémia de Sousa war multikultureller und multiethnischer Herkunft, ein sehr typisches Merkmal für Familien der Mittel- und Oberschicht in der damaligen portugiesischen Kolonie Mosambik. Sousas Vater war Beamter im öffentlichen Dienst, Sohn eines weißen portugiesischen Marineoffiziers und einer Mestizen-Mutter mit goa-portugiesischer, jüdischer als auch Macua-Herkunft. Sousas Mutter war die Tochter eines weißen deutschen Vaters und einer schwarzen Mutter aus Südafrika.
Noémia de Sousa beschrieb ihre Jugend als relativ privilegiert sowie kulturell und sozial vielseitig. Sie besuchte eine katholische Missionsschule in Lourenço Marques und war konstant von portugiesischen, anglophonen, Ronga- und schweizerisch protestantischen Einflüssen umgeben. Ihre Muttersprachen waren Portugiesisch und Xironga, später lernte sie auch Englisch und Französisch.
Der Tod von Sousas Vater 1934 brachte einen ökonomischen und sozialen Niedergang für die Familie, sodass diese aus ihrem angestammten Haus in Catembe in den laurentinischen Stadtteil Munhuana ziehen musste. Sousa besuchte einen Handelkurs an der Escola Técnica, damit sie bereits mit 16 Jahren für die Familie Geld verdienen konnte.

### Antikoloniales Engagement
Später trat Noémia de Sousa der Associação Africana bei, eine koloniale Kulturorganisation für Mulatten und Mestizen in Lourenço Marques. Sousa engagierte sich stark literarisch und politisch in der Organisation. Auch lernte sie über das Centro dos Negros, eine Organisation für Schwarze in der Kolonie, den späteren FRELIMO-Gründer Eduardo Mondlane kennen. Sousa engagierte sich für den Aufbau der sog. „MUD Juvenil“, dem Jugend-Flügel des Movimento Unidade Democrático, einer der Kommunistischen Partei nahestehenden portugiesischen Oppositionsgruppe. Die Gruppe brachte unter anderem auch die Zeitschrift Itinerário heraus.
Zwischen 1948 und 1951 schuf Sousa ihr poetisches Hauptwerk. Sie betreute die „Frauen-Seite“ der Zeitschrift O Brado Africano. Ursprünglich eine Seite, die sich ausschließlich mit Haushalts- und Ehetipps für Frauen beschäftigte, politisierte Sousa diese stark und schuf ein Forum für Leserinnenbriefe, Gedichte, politische und intellektuelle Debatten sowie Lyrik und Prosa. Die „Frauen-Seite“ wechselte sich mit der Kinderseite O Brado Infantil ab, die Sousa ebenfalls betreute. Auch schrieb sie für die Zeitschrift Itinerário. Sie verwendete meistens Pseudonyme für ihre publizistischen Tätigkeiten, das Pseudonym „Vera Macaia“ verwendete sie besonders häufig.
Nach und nach wurde die portugiesische Geheimpolizei PIDE auf die Zeitschrift und Noémia de Sousa selbst aufmerksam. Insbesondere nach einem Artikel über den Rauswurf von Eduardo Mondlane aus dem Nachbarland Südafrika, einer kurzen Inhaftierung und weiteren Zensurmaßnahmen, entschied Sousa 1951 die Kolonie zu verlassen, um in Lissabon zu studieren.

### Umzug nach Lissabon
In Lissabon angekommen, besuchte sie bald regelmäßig das Studierendenhaus Casa dos Estudantes do Império (CEI). Dieses war ursprünglich vom portugiesischen Staat gegründet worden, um die aus den portugiesischen Überseeprovinzen kommenden Studierenden zu „portugiesieren“. Das Haus entwickelte sich jedoch besonders in den 1950er Jahren zur Keimzelle der lusoafrikanischen Befreiungs- und Widerstandsbewegungen, Sousa traf dort unter anderem Agostinho Neto, späterer Präsident Angolas, sowie Amílcar Cabral, Führer der guinea-bissauischen/kap-verdischen PAIGC. Sousa veröffentlichte einiger ihrer bereits vorher in Mosambik veröffentlichten Gedichte erneut in der Studierendenzeitschrift des Hauses Mensagem. Sousa besuchte neben dem CEI auch die Diskussionsforen und Debatiersalons bei „Tia Andreza“ (Tante Andreza), der Tante der saotoméischen Dichterin Alda do Espírito Santo.

### Exil in Paris, Rückkehr nach Portugal
In Portugal heiratete sie in den 1950er Jahren den Dichter und Dissidenten Gualter Soares. Da dieser Repressionen seitens des Staates fürchtete, floh Soares in Exil nach Paris, Sousa folgte ihm dorthin 1964. In Paris arbeitete sie zunächst für das marokkanische Konsulat, bis sie später vor allem als Journalistin tätig war. Als Schriftstellerin und Journalistin reiste sie im Auftrag internationaler Nachrichtenorganisationen während der Unabhängigkeitskriege mehrerer Länder durch ganz Afrika.
Nach der Trennung von ihrem Mann kehrte Sousa 1973 – noch vor der Nelkenrevolution – zurück nach Portugal. Sie arbeitete weiter für die Nachrichtenagentur Reuters und später für die portugiesische Agentur Lusa. Sie verblieb in Portugal bis zu ihrem Tod Ende 2002.

## Werk
Noémia de Sousa war eine Lyrikerin, die in ihren Gedichten das Verhältnis von Schwarzen und Weißen thematisierte. Beeinflusst von der Négritude-Bewegung trat sie für eine Trennung von europäischem und afrikanischem Gedankengut ein. Durch die Rückbesinnung auf die eigene Afrikanität wollte sie ein Bewusstsein der grundsätzlichen Andersheit der Schwarzen schaffen. Ein zentrales Motiv in ihren Gedichten war das der Mãe-África (Mutter-Afrika). Durch ihre Gedichte hatte sie erheblichen Einfluss auf die mosambikanischen Schriftsteller der 1950er Jahre.
Bedeutende Gedichte Noémia de Sousas sind:
- África de cabeça aos pés
- Negra
- Sangue negro
- Deixar passar o meu povo

Ihre Gedichte erschienen in verschiedenen Zeitschriften: Mensagem, Itinerário, Notícias do Bloqueio, O Brado Africano, Moçambique 58,  Vértice (Coimbra) und Sul (Brasilien). Zum Zeitpunkt ihrer Flucht nach Lissabon 1951 hinterließ sie ein maschinenschriftliches Notizbuch mit dem Titel Sangue negro, das 43 ihrer Gedichte enthielt. Sie wurde in die Anthologie Daughters of Africa aufgenommen, die 1992 von Margaret Busby in London und New York herausgegeben wurde. Sie selbst veröffentlichte nie ein eigenes Buch. Erst 2001 stimmte sie einer Herausgabe ihrer Werke in einem Sammelband mit dem Titel Sangue Negro zu, der von der mosambikanischen Schriftstellervereinigung herausgegeben wurde.